# Сборови грамади
Скалното светилище на връх Сборови грамади е разположено на 500 m югоизточно от древнотракийския тюрзис на връх Кози грамади и представлява дълъг скален
масив и тясна, широка на места до 1 m билна част.

## Описание и особености
На връх Сборови грамади древните траки са практикували сезонни обреди, свързани с ритуалното разтрошаване на керамични съдове, и поднасянето дарове на дребни метални предмети и монети. Светилището е разположено на около 500 м югоизточно от археологическите обекти при връх Кози грамади и представлява дълъг скален масив и тясна, широка на места до 1 m, билна част. Светилището има визуална връзка със следните археологически обекти – култовият комплекс при Четиньова могила, тюрзисът на връх Кози грамади и могилния некропол при връх Фенера.

### Датиране
При теренни обходи през 2011 г. на самия връх и всички стръмни склонове е събран фрагментиран керамичен материал датиран от ранната Желязна епоха. Концентрацията на керамични фрагменти е регистрирана основно в най-високата част на западните и северни склонове. Керамиката, открита на територията на светилището на връх Сборови грамади, е правена на ръка, от глина с ниска концентрация на слюда, към която, в зависимост от функцията на съдовете, са добавени различни количества, предимно дребен пясък. Сред керамиката открита по склоновете на светилището има и такава с по-късна дата – фрагменти от съдове на колело и на ръка, които се датират в късната Желязна епоха. Вероятно светилището е функционирало и през ІV век пр. Хр. По склоновете са открити и сребърни варваризирани хемидрахми. При обходите е намерено и кремъчно ядро интерпретирано като дар в светилището.

## Исторически контекст
Скалното светилище на връх Сборови грамади е една от финалните точки на свещения път, който след Старосел към планината е бил охраняван от две важни укрепления. Едното е разположено в м. Калето над Четиньова могила, а другото фортификационно съоръжение е разположено в местност със същото име. Местните жители я наричат също Матиничарско кале по името на близко разположеното село Мътеница.
Пътят в древността е завършвал на билото на планината в местността Пъпчето (връх Фенера 1440 м.н.в.), където дори от далечните равнини на север и на юг от Средна гора в наши дни се забелязват две големи надгробни могили, но самият некропол се състои от три надгробни могили, една от които е особено голяма и забележима от долината на р. Пясъчник. (Трите могили са засегнати от иманяри.) Събраната фрагментирана керамика в иманярските изкопи позволява да датираме времето на изграждане на съоръженията най-общо за V – III век пр. Хр.